# Bahnhof Kew Gardens

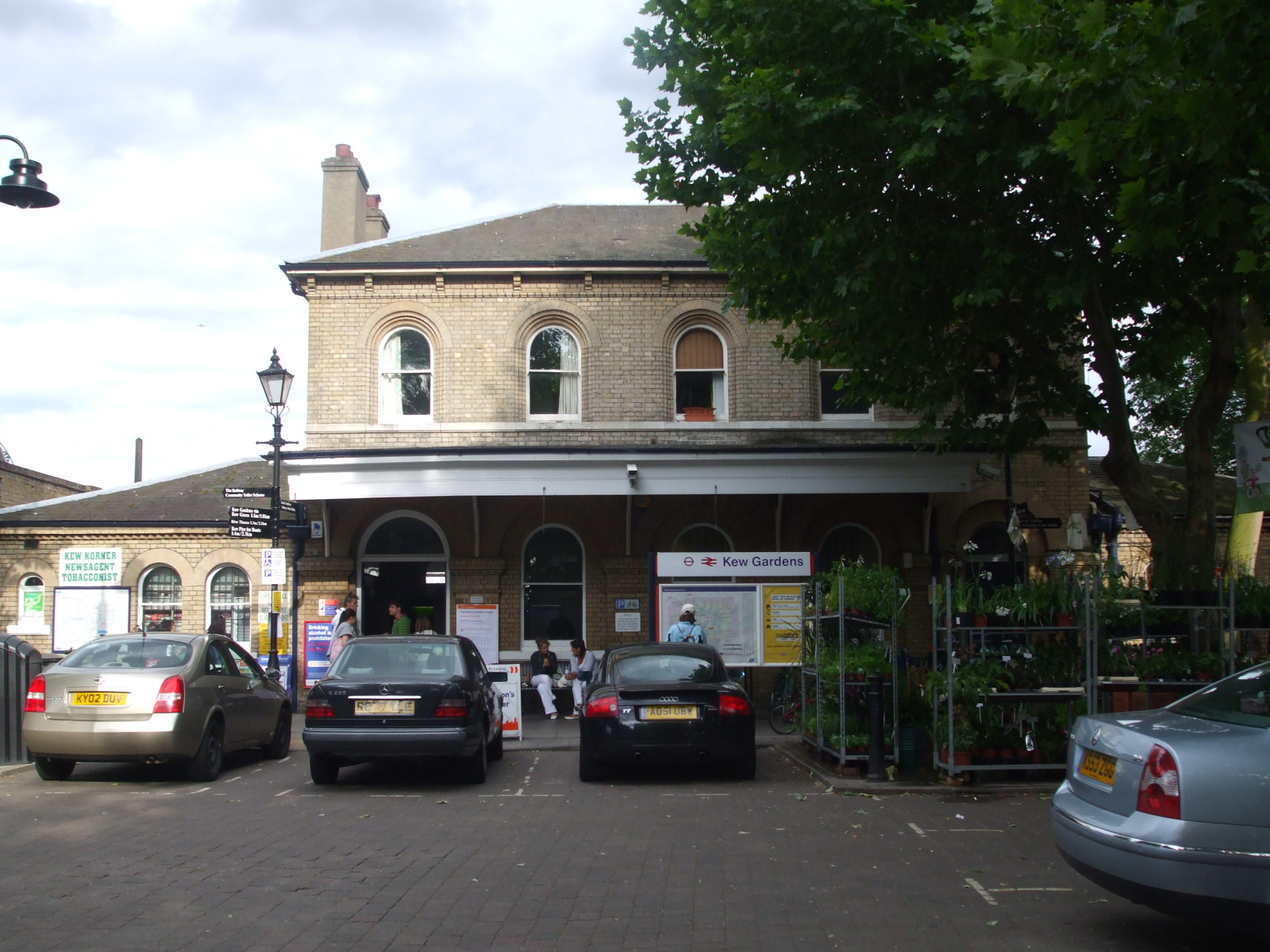
Bahnhofsgebäude

Kew Gardens ist ein Bahnhof im Südwesten Londons, der sowohl von Zügen der District Line der London Underground als auch von London-Overground-Zügen auf der North London Line bedient wird. Im Jahr 2014 nutzten 3,56 Millionen U-Bahn-Fahrgäste den Bahnhof, hinzu kommen 1,176 Millionen Fahrgäste der Eisenbahn.

## Anlage

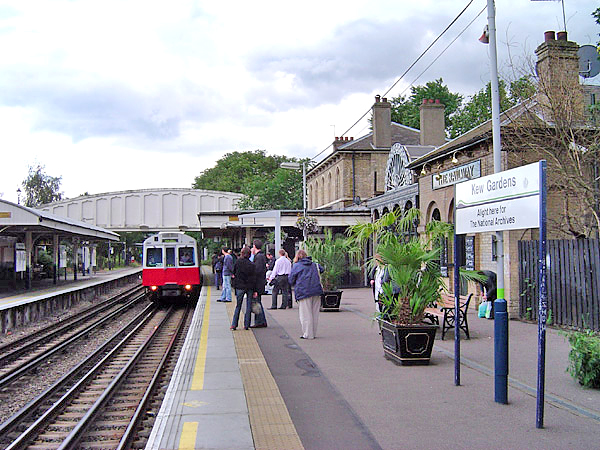
Der Bahnhof in südlicher Blickrichtung

Der Bahnhof auf der Grenze der Tarifzonen 3 und 4 ist zweigleisig und besitzt zwei Außenbahnsteige. Das Bahnhofsgebäude ist ein gut erhaltenes Beispiel mittelviktorianischer Eisenbahnarchitektur und eines der wenigen aus dem 19. Jahrhundert an der North London Line, die erhalten geblieben sind. Seit 2002 ist das aus gelbbraunen Ziegelsteinen errichtete Gebäude denkmalgeschützt (Grade II), ebenso die Fußgängerbrücke am Südende der Anlage.
Der Bahnhof liegt in der Nähe der Royal Botanic Gardens und des Public Record Office, einem Teil des britischen Nationalarchivs.

## Geschichte
Eröffnet wurde der Bahnhof am 1. Januar 1869 durch die London and South Western Railway (L&SWR). Er lag an der neu erbauten Zweigstrecke, die bei der Addison Road (heute Kensington (Olympia)) begann. Die Strecke führte weiter durch Shepherd’s Bush und Hammersmith über eine heute stillgelegte Verbindungskurve. Es gab auch eine kurze Verbindungsstrecke nach Brentford, die von der North London Railway (NLR) befahren wurde. Vom 1. Juni 1870 bis zum 31. Oktober 1870 verkehrten hier auch Züge der Great Western Railway (GWR) von Paddington über die Gleise der Hammersmith & City Railway und Hammersmith nach Richmond.
Am 1. Juni 1877 nahm die Metropolitan District Railway (MDR; Vorgängergesellschaft der heutigen District Line) eine kurze Verlängerung zwischen ihrem damaligen Endpunkt Hammersmith und den L&SWR-Gleisen östlich von Ravenscourt Park in Betrieb. Dies erlaubte es der Gesellschaft, Züge über die L&SWR-Strecke nach Richmond verkehren zu lassen. Die Elektrifizierung der Strecke Gunnersbury – Richmond erfolgte am 1. August 1905. Ab dem 3. Juni 1916 verkehrten nur noch MDR-Züge auf der Strecke, nachdem die NLR, die GWR, die Metropolitan Railway und zuletzt die L&SWR sich zurückgezogen hatten.